# سهیلا حجاب
سهیلا حجاب بیدسرخی (زادهٔ ۱۳۶۹) شناخته‌شده به سهیلا حجاب، فعال مدنی مخالف حجاب اجباری وکیل، فعال سیاسی و حقوق بشر و از طرفداران نظام پادشاهی مشروطه اهل ایران است. این زندانی سیاسی به دلیل فعالیت‌های سیاسی و مدنی خود با اتهام‌های مختلف مجموعاً به ۱۸ سال حبس محکوم شده که ۵ سال حبس تعزیری برای وی قابل اجرا است.

## کنشگری سیاسی و محکومیت
سهیلا حجاب از سال ۱۳۹۷ به این سو، به دلیل انتقاد و کنشگری سیاسی و مدنی بر ضد نظام جمهوری اسلامی چندین بار بازداشت و زندانی شده‌است.
وی اولین‌بار در دی ۱۳۹۷ در شیراز بازداشت و پس از طی مراحل دادرسی به ۲ سال حبس محکوم شد. او پس از تحمل ۵ ماه حبس در زندان عادل‌آباد شیراز مشمول عفو و از زندان آزاد شد. حجاب در خرداد ۹۸ بار دیگر توسط نیروهای امنیتی بازداشت و در بند زنان زندان اوین زندانی شد. او در ۲۴ اسفند همان سال با تودیع قرار وثیقه ۳ میلیارد تومانی، به صورت موقت و تا پایان مراحل دادرسی آزاد شد اما ۴ روز بعد با اتهام‌هایی همچون «تبلیغ علیه نظام»، «اجتماع و تبانی»، «اخلال در نظم عمومی از طریق بلوا و آشوب»، «تشکیل گروهی برای دفاع از حقوق زنان» و «درخواست برگزاری همه‌پرسی و تغییر قانون اساسی» به ۱۸ سال حبس محکوم شد.
این حکم که در شعبه ۲۸ دادگاه انقلاب تهران به ریاست محمد مقیسه صادر شد، به تأیید دادگاه تجدیدنظر هم رسید و پنج سال آن قابل اجراست. حجاب در ۳ خرداد ۱۳۹۹ و در پی مراجعه به دادگاه تجدیدنظر، توسط مأموران اطلاعات سپاه (قرارگاه ثارالله سپاه پاسداران انقلاب اسلامی) بازداشت و به زندان زنان شهر ری منتقل شد. او با انتشار یک فایل صوتی از داخل زندان، توضیح داد که مأموران بدون هیچ توضیح و دلیلی، با کتک‌کاری و گرفتن موهایش او را روی آسفالت خیابان کشیدند و پس از ضرب و جرح، با صورتی خون‌آلود و بدون کفش و جوراب، بازداشتش کرده و به زندان قرچک منتقلش کرده‌اند. به گفتهٔ حجاب، او علاوه بر تهدید به حذف فیزیکی، از سوی بازجویی با نام (اصلی یا مستعار) شفیعی، تهدید شده که در صورت کوتاه نیامدن از مواضعش، اتهام نگهداری سلاح را هم به پرونده‌اش می‌افزایند.
فرد مطلعی دربارهٔ او گفته‌است: «نیروهای امنیتی برای آزار و اذیت بیشتر وی کارت ملی و مدارک شناسائی او را سوزانده‌اند. فقط به این دلیل که او گفته بود: شاهزاده رضا پهلوی هویت ماست. نیروهای امنیتی هم جلوی چشم سایر زندانیان، با فندک مدارک شناسایی او را سوزانده و به او گفته بودند: از این به بعد هر جا کار اداری داشتی و هر ارگانی رفتی لازم نیست با خودت کارت ملی یا شناسنامه یا پاسپورت ببری. هر جا رفتی بگو شاهزاده رضا پهلوی هویت توست تا کارت را راه بیاندازند.» به گفتهٔ این فرد، چشمان مادر سهیلا حجاب پس از انتقال او به خانه‌های امن سپاه پاسداران و گذشت دو ماه از بازداشتش در سلول انفرادی، به دلیل گریه فراوان و بی‌خبری از فرزندش آسیب دیده و مجبور به جراحی شده‌است. در جریان بازرسی مکرر مأموران امنیتی از منزل آنها نیز بین برادر او و نیروهای امنیتی یک درگیری پیش آمد و مأموران با گلوله به پای برادرش شلیک کرده و تهدید می‌کنند اگر جایی رسانه‌ای شود، خواهرش را سر به نیست می‌کنند.

### سوء قصد و اعتصاب غذا
در ۱۵ خرداد ۱۳۹۹ سهیلا حجاب با انتشار نامه‌ای از درون زندان، با گلایه از وضعیت نامناسب آب آشامیدنی، غذا و بهداشت خبر داد او را در بند زندانیان جرائم سنگین نگهداری می‌کنند که در میان‌شان افراد مبتلا به ویروس کرونا هم هستند.
چهار روز بعد مادر، خواهر و برادر سهیلا حجاب، به دادسرای امنیتی مستقر در زندان اوین احضار شدند. در جریان این احضار، خواهر و مادر سهیلا حجاب پس از چند ساعت بازجویی آزاد شدند اما برادر او (مجید حجاب) بازداشت و به مکانی نامعلوم منتقل شد. سهیلا حجاب در ۲۷ خرداد در اعتراض به نگهداری خود در زندان قرچک ورامین و عدم انتقال به زندان اوین و فشار نهادهای امنیتی بر خانواده‌اش دست به اعتصاب غذا زد.
در تیر ۱۳۹۹ سازمان حقوق بشری «هه‌نگاو» خبر داد سهیلا حجاب در زندان به کرونا مبتلا شده‌است. پس از انتشار این خبر و اخبار دیگر مبنی بر ابتلای نرگس محمدی و زینب جلالیان به کرونا، سازمان عفو بین‌الملل از مقام‌های جمهوری اسلامی خواست که خدمات درمانی را برای این زندانیان سیاسی فراهم کنند.
حجاب در ۳ مرداد ۱۳۹۹ و پس از موافقت مسئولان امنیتی با بخشی از خواسته‌هایش (از جمله آزادی برادرش) به اعتصاب غذای خود پایان داد.
در ۲۸ شهریور ۱۴۰۰ حجاب در اعتراض به «عدم برخورداری از حق مرخصی درمانی» مجدداً دست به اعتصاب غذا زد؛ این در حالی بود که او از مشکلاتی در ناحیهٔ معده و کلیه رنج می‌برد و آرش صادقی هم در یک رشته‌توییت از وخامت وضعیت جسمی او خبر داد. در ۱۲ مهر حجاب با وعدهٔ مسئولان برای پیگیری مطالباتش به اعتصاب غذای خود پایان داد.

### نوشتن نامه‌هایی از داخل زندان و رد اتهامات
او در چند نامه، اتهام‌های مسئولان قضایی و امنیتی سپاه علیه خود را نادرست دانست و در آن‌ها از برخی ستم‌های حکومت جمهوری اسلامی بر ضد زندانیان و مردم، سخن گفته‌است.

## حمله قلبی در زندان
سهیلا حجاب بیدسرخی، فعال سیاسی و حقوق بشر زندانی در بند زنان زندان کرمانشاه در زندان، دچار حمله قلبی و نیز بیهوش شد.

## تبعید و نیز شعار دادن در قالب یک فایل صوتی از زندان
سهیلا حجاب پیش از تبعید از زندان زنان قرچک به زندان کرمانشاه اعلام کرده بود که هراسی از حکومت جمهوری اسلامی ندارد و در قالب یک فایل صوتی از زندان، فریاد مرگ بر دیکتاتور و مرگ بر خامنه‌ای داده بود.